# Dermatite pyotraumatique

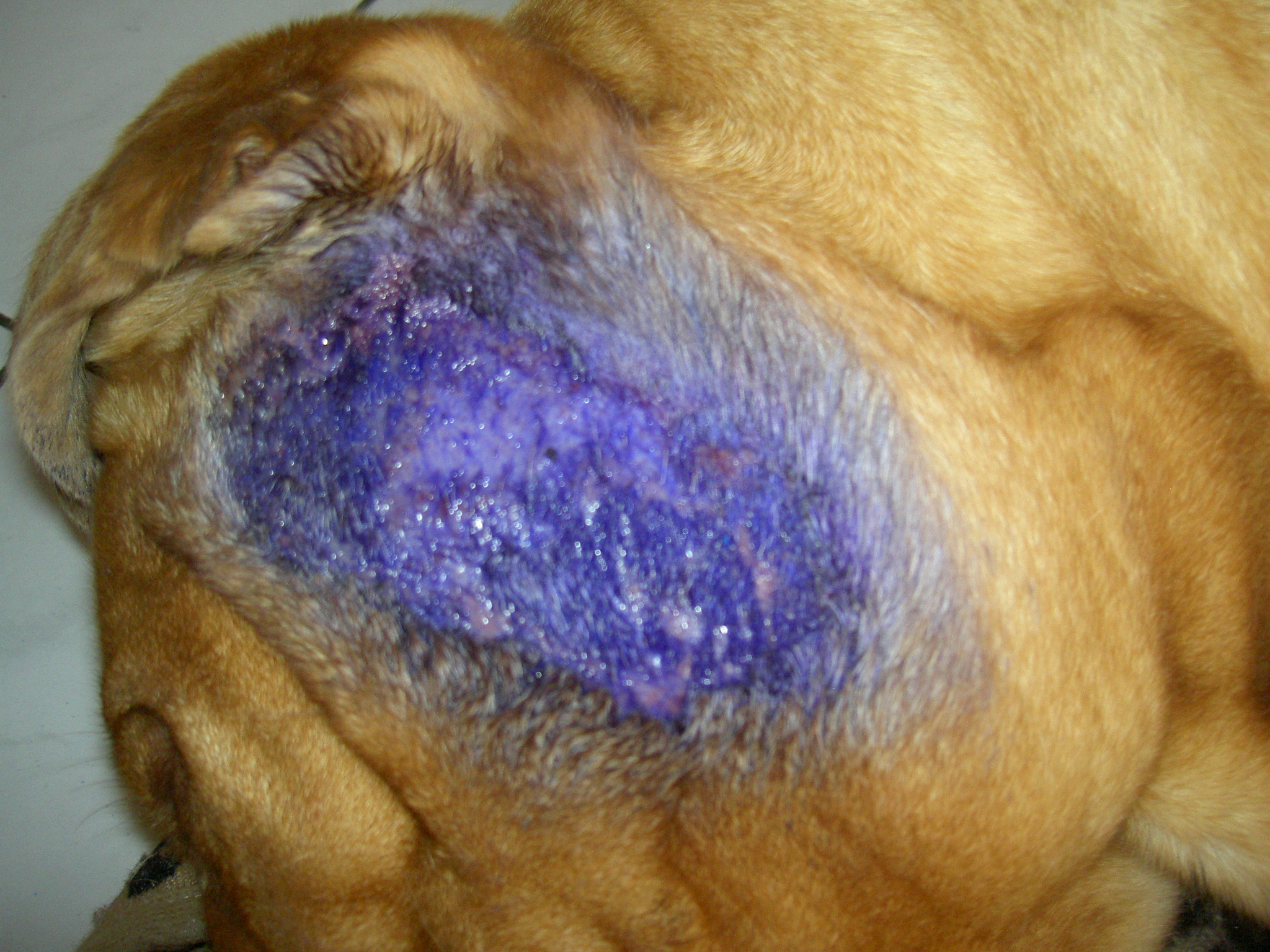
Dermatite pyotraumatique chez le chien.

En médecine vétérinaire, une dermatite pyotraumatique (ou pyodermite) est une lésion cutanée résultant d'une compulsion à griffer, mordiller et lécher une partie du corps.
Dès que la lésion est assez importante, une infection secondaire par des bactéries opportunistes peut survenir, amenant l'animal à mordiller ou à se griffer davantage. La plupart des animaux souvent affectés ont des allergies : particulièrement les animaux allergiques aux puces. Cependant, n'importe quelle irritation cutanée peut provoquer une dermatite pyotraumatique.